# Cataglyphis hannae
Cataglyphis hannae é uma espécie de formiga da família Formicidae.
É endémica da Tunísia.

## Biologia
A C. hannae é uma espécie sem obreiras; as suas fêmeas e machos são encontradas nos formigueiros da espécie Cataglyphis bicolor, sendo aparentemente alimentados pelas obreiras desta espécie sem sinais de agressão entre as duas espécies.